# Dialium holtzii
Dialium holtzii là một loài rau đậu thuộc họ Fabaceae.
Loài này có ở Kenya, Mozambique, và Tanzania.